# Liste der Monuments historiques in Joiselle
Die Liste der Monuments historiques in Joiselle führt die Monuments historiques in der französischen Gemeinde Joiselle auf.

## Liste der Objekte
| Bezeichnung                           | Beschreibung                                                                            | Standort                           | Kennzeichnung | Schutzstatus | Datum | Bild |
| ------------------------------------- | --------------------------------------------------------------------------------------- | ---------------------------------- | ------------- | ------------ | ----- | ---- |
| Marienaltar                           | linker Seitenaltar; Altartisch und Skulptur Madonna mit Kind; Holz, 15. Jahrhundert     | in der Kirche Sts-Innocents (Lage) | PM51002414    | Inscrit      | 1976  |      |
| Taufbecken                            | Stein, 15. Jahrhundert                                                                  | in der Kirche Sts-Innocents (Lage) | PM51000498    | Classé       | 1977  |      |
| Zwei Engelsskulpturen                 | Holz, vergoldet, 18. Jahrhundert                                                        | in der Kirche Sts-Innocents (Lage) | PM51000499    | Classé       | 1970  |      |
| Pietà                                 | Holz, 16. Jahrhundert                                                                   | in der Kirche Sts-Innocents (Lage) | PM51002413    | Inscrit      | 1976  |      |
| Kirchenfenster Heiliger Christophorus | aus dem 16. Jahrhundert                                                                 | in der Kirche Sts-Innocents (Lage) | PM51003303    | Inscrit      | 1991  |      |
| Skulptur Johannes Evangelist          | Holz, 18. Jahrhundert                                                                   | in der Kirche Sts-Innocents (Lage) | PM51000497    | Classé       | 1977  |      |
| Hauptaltar                            | Altartisch, Tabernakel und Retabel; Holz, farbig gefasst und vergoldet, 18. Jahrhundert | in der Kirche Sts-Innocents (Lage) | PM51002540    | Inscrit      | 1977  |      |
| Skulptur Madonna                      | Holz, farbig gefasst, 16. Jahrhundert                                                   | in der Kirche Sts-Innocents (Lage) | PM51002415    | Inscrit      | 1976  |      |